# کریس استارک
کریس استارک (انگلیسی: Chris Stark؛ زادهٔ ۱۲ مارس ۱۹۸۷) مجری رادیو، دی‌جی، خواننده و مؤلف اهل بریتانیا است.
از فیلم‌ها یا مجموعه‌های تلویزیونی که وی در آن‌ها نقش داشته‌است، می‌توان به تد لاسو اشاره نمود.